# Chresjtsjatyk (metrostation)
Chresjtsjatyk (Oekraïens: Хрещатик, ⓘ) is een station van de metro van Kiev. Het station maakt deel uit van de Svjatosjynsko-Brovarska-lijn en werd geopend op 6 november 1960 als onderdeel van het eerste metrotracé in de stad. Het metrostation bevindt zich in het centrum van Kiev, nabij de Chresjtsjatyk, de belangrijkste boulevard van de stad, en het Majdan Nezalezjnosti (Onafhankelijkheidsplein). Station Chresjtsjatyk vormt een overstapcomplex met het aangrenzende station Majdan Nezalezjnosti op de Obolonsko-Teremkivska-lijn.
Het station is zeer diep gelegen en beschikt over een perronhal die door arcades van de sporen wordt gescheiden. De wanden zijn bekleed met wit marmer en versierd met traditionele Oekraïense tegelmotieven. Het station heeft twee bovengrondse toegangen, één op de begane grond van een winkelcentrum aan de Chresjtsjatyk en één aan de Instytoetska Voelytsja (Instituutstraat).